# Шейх-Мухаммед
Шейх-Мухаммед (Шигим, Шихим, Сагим; убит весной 1519) — мангытский вождь, один из сыновей бия Ногайской орды Мусы.
Шейх-Мухаммед ещё в 1501 году при жизни своего отца Мусы оказывал хану Большой Орды Шейх-Ахмеду помощь в его борьбе с Крымским ханством. При жизни отца в 1503 году он действовал вместе со своим братом Алчагиром, приглашая Шейх-Ахмеда посетить ставку Мусы.
После смерти Мусы и его брата Ямгурчи, уже в правление Хасана, в Ногайской орде развились внутренние противоречия, связанные с амбициями многочисленных потомков Едигея. После же смерти Хасана около 1508 года они перешли в междоусобную войну, одним из главных участников которой был Шейх-Мухаммед; его основным противником был его брат от другой матери Алчагир. В 1510 году произошло военное столкновение сторонников Алчагира и Шейх-Мухаммеда. Причины его, очевидно, были в желании каждого из соперников получить власть ногайского бия. В этих столкновениях, видимо, верх одержал Алчагир, и сторонники Шейх-Мухаммеда были вытеснены на правый берег Волги, о чём крымский хан Менгли Гирей сообщал польскому королю Сигизмунду в 1514 году.
В 1514 году Астраханский хан Джанибек задумал разгромить находящегося поблизости Шейх-Мухаммеда. Мотивы для этого могли быть разные — от элементарного грабежа до устранения новых нежелательных соседей. Для этого он призвал на помощь Алчагира, его братьев Саид-Ахмета и Мамая, а также сына Алчагира Кель-Мухаммеда. По неясной причине он не дождался ногайцев, а двинулся на Шейх-Мухаммеда с остатками большеордынских ханов «ахматовичами» Музаффаром и Хаджике. Поход был удачным, Шейх-Мухаммед едва спасся «сам двадцать», его имущество и улусы были захвачены. Ногайские же князья во главе с Алчагиром, прибыв под Астрахань, были возмущены, видимо, тем, что они оказались без военной добычи. Алчагир требовал от Джанибека, чтобы тот ограбил в его пользу ордынских царевичей, но тот отказался, и ногайцы вернулись на Яик.
Лишенный всего, Шейх-Мухаммед явился к Алчагиру с повинной. Но тот заточил его в тюрьму, что было совершенно не в традициях потомков Едигея и вызвало возмущение мангытской знати. Мамай, применив силу, освободил Шейх-Мухаммеда и вывел его из города. Шейх-Мухаммед направился к своим недавним врагам — сыновьям Ахмата, которые откочевали из Астрахани на Северный Кавказ, и убедил их в необходимости традиционного союза — ордынский царевич провозглашается ханом Большой Орды, а он при нём беклярбеком. Должность хана предлагалась старшему из детей Ахмата Муртазе (который ранее конкурировал с Шейх-Ахмедом за это звание), но тот отказался, сославшись на старость. Тогда была выбрана кандидатура Хаджике, который к тому же числился калгой — наследником при хане Шейх-Ахмеде, находящемся в плену в Литве. В итоге Хаджике был торжественно провозглашен ханом в присутствии Муртазы, Музаффара и другой ордынской и ногайской знати. Хаджике начал свою деятельность с того, что ограбил сыновей Музаффара и арестовал одного из них, сам Музаффар с другим сыном скрылся от него в Астрахани. Получение должности беклярбека от бессильного, но родовитого законного наследника трона Золотой Орды существенно поднимало авторитет ногайского бия и позволяло ему вербовать новых сторонников.
Астраханский хан Джанибек был обеспокоен появлением нового хана и призраком восстановления Большой Орды. Весной 1515 для совместной борьбы к нему прибыл Алчагир, но союз вновь не состоялся, так как Алчагир по-прежнему требовал добить и ограбить ордынского хана Музаффара, а Джанибек на это не пошел. В итоге, после небольшого столкновения с астраханцами, Алчагир вновь вернулся на Яик.
Уже осенью 1515 Шейх-Мухаммед и Джанибек, видимо, действовали совместно. Это известно из сообщения крымского хана Мухаммед Гирея, который ходил на Астрахань, но безрезультатно, так как Джанибек и Шейх-Мухаммед переправились от него на левый берег и оказались вне досягаемости. (Однако в письме Мухаммед Гирея астраханский хан не назван по имени, поэтому есть мнение, что в это время престол занимал не Джанибек).
В 1516—1517 году состоялось новое сражение Алчагира с Шейх-Мухаммедом. На этот раз Алчагир был разбит и искал прибежища в Крыму у Мухаммед Гирея. С ним прибыло около 100 человек мангытской знати, которые были деморализованы и выражали полную покорность крымскому хану. Русский посол при хане отказал им в приеме. Мухаммед Гирей вознамерился помочь беженцам и послал на восток 30-тысячную армию калги Бахадур Гирея, который вернулся, получив ложные известия о союзе и соединении войск ногайцев, астраханцев и русских, на обратном пути ограбив южную Рязанщину.
Однако в это время в Крыму появились и посланцы от Шейх-Мухаммеда, которые тоже соглашались признать крымского хана старшим партнёром и для закрепления союза предлагали разгромить Астраханское ханство. Кроме того, Шейх-Мухаммед предлагал брачный союз с крымской династией. Они также утверждали, что внутренний спор с Алчагиром можно решить мирным путём, и у них нет намерения истребления своих родственников-конкурентов. Но пока хан раздумывал над предложениями, Алчагир, испугавшись, бежал из Крыма.
Последующие страницы истории Ногайской Орды связаны с нашествием весной 1519 года казахов под командованием хана Касима. Казахи разгромили ослабленных междоусобицей ногайцев, многие из которых бежали на правый берег Волги и прибегли к защите крымского хана. Среди мангытской знати, появившейся в Крыму, был и Алчагир. Шейх-Мухаммед в этой ситуации, видимо, до конца сражался с казахами, прикрывая переправы через Волгу и давая возможность ногайцам уйти на Запад. В казахских источниках сохранились сведения о том, что в битве под Астраханью был убит Пулад, племянник Касима, а также, что Шейх-Мухаммед убил некоего Джадика с сыном. Вероятно, ситуацией бегства воспользовались и астраханцы или же проживающие в Астрахани золотоордынские царевичи, наживаясь на переправах или просто грабя бегущих. По имеющимся сведениям, Шейх-Мухаммед был убит в Астрахани и, видимо, не казахами, а астраханцами. На то, что убийство произошло по вине золотоордынцев, указывает сообщение, что на них напал брат Шейх-Мухаммеда Саид-Ахмет, перебил Музаффара и других царевичей и ногайское добро назад отобрал. Смерть Шейх-Мухаммеда и нападение Саид-Ахмета на ордынцев произошли весной 1519 года.